# Vallecitos
Vallecitos o Valles del plata es un centro de esquí y snowboard que está ubicado a 80 km de la ciudad de Mendoza en la provincia de Mendoza, Argentina. Al pie del Cordón del Plata a 3200 m s. n. m.
Permite la práctica de esquí alpino, de fondo y de competición de nivel nacional. Como así también la preparación previa requerida para quienes se aventuren al ascenso del Aconcagua.
Su trazado permite un descenso de 2.4 km sin interrupciones.
El centro posee: Una hostería y cuatro refugios, escuela de esquí, alquiler de equipos y restaurante.

## Datos técnicos
- Pistas = 11
- Elevación máxima: 3350 m s. n. m.
- Desnivel esquiable: 450 m
- Medios de elevación: 7
  - 7 telesillas de distintas longitudes
- Long. total esquiable: km
- Long. máx. esquiable: km
- Altitud: 2900 Base, .
- Pendientes: 10° a 40°

Actualmente no se registran grandes nevadas para permitir la apertura del Centro de Esquí, por lo que la actividad principal es la práctica del andinismo y la escalada en hielo, visto que en la localidad se realiza el único festival de escalada en hielo del país.